# Ханс Филип фон Геминген
Ханс Филип фон Геминген (на немски: Hans Philipp von Gemmingen; † 1635 в Ландау) е благородник от стария алемански рицарски род Геминген в Крайхгау в Баден-Вюртемберг от линията „Б (Хорнберг) на фрайхерен фон Геминген“ и „линията Некарцимерн/Бюрг“. Той е ръководител на протестантската компания през Тридесетгодишната война. През 1633 г. той получава „пфандшафт“ Щайн от шведското управление в Майнц и през 1634 г. селото Цютенфелден. Чрез женитбата си с Анна Маргарета фон Еренберг фамилията му има също претенции за половината от Хайнсхайм (днес част от Бад Рапенау), който е собственост на изчезваща (1647) фамилия на господарите фон Еренберг.

## Биография
Той е син на Бернолф фон Геминген († 1609), висш дворцов служител в Курпфалц, господар на Бюрг (в Нойенщат ам Кохер), и съпругата му Анна фон Грумбах († 1607), дъщеря на Конрад (Контц) фон Грумбах († 1592) и Барбара Салома фон Фелберг († пр. 1582).
По-малките му братя са Еберхард (1583/84 – 1635), амтман на Вюрцбург, и Йохан Конрад (1584 – 1632), които през 1629 г. чрез наследство образуват линиите „Бюрг-Престенек“ и „Видерн-Майенфелс“.
Ханс Филип пътува из Франция и Италия и след това се включва в протестантския съюз, където става майор при граф Крафт фон Хоенлое. През тридесетгодишната война на шведския крал Густав II Адолф, той е на шведската страна и съставя от собствени средства една коническа компания. Затова католическата войска на Йохан Церклас Тили напада неговия дворец Престенек. Ханс Филип
тогава е тежко ранен.
След битката при Ньордлинген през септември 1634 г. Ханс Филип и съпругата му бягат в Ландау, където тя прави нейното завещание на 9 декември 1634 г. в Льовенщайнер Хоф. Тя завещава пари на бедните 100 гулден в Ландау и 200 гулден в Нойенщат ам Кохер и 10 000 гулден на различни приятели и наследници. Останалото наследство трябва да получи нейния съпруг. Ханс Филип обаче умира малко по-късно и е погребан в Ландау.
Фамилията на съпругата му фон Еренберг, измира по мъжка линия през 1647 г. Брат му Еберхард († 1635) взема тогава половината от Хайнсхайм, за което има дълъг конфликт със също имащия право на наследство Йохан Конрад фон Хелмщат, който е женен също с дъщеря от фамилията Еренберг. Едва през 1649 г. се споразумяват за размяна на имоти. Хелмщат получава така половината от Хайнсхайм, а фон Гемиген получава имение в Бухен в Оденвалд.

## Фамилия
Ханс Филип се жени 1622 г. за Анна Маргарета фон Еренберг. Те имат един син Йохан Филип който умира в деня на раждането му на 20 януари 1632 г.